# Aplidium bilingula
Aplidium bilingula är en sjöpungsart som beskrevs av Monniot, F. och Monniot, C. 2006. Aplidium bilingula ingår i släktet Aplidium och familjen klumpsjöpungar. Inga underarter finns listade i Catalogue of Life.